# Abha
Abha (tiếng Ả Rập: أبها Abhā) là thủ phủ của vùng 'Asir tại Ả Rập Xê Út. Thành phố nằm trên độ cao 2.200 m so với mực nước biển, nằm trong một vùng núi phì nhiêu tại miền tây nam đất nước, gần với Vườn quốc gia 'Asir. Khí hậu ôn hoà của Abha khiến thành phố trở thành một điểm du lịch nổi tiếng đối với cư dân Ả Rập Xê Út.

## Lịch sử
Abha là thủ đô của Thân vương Asir Ibn Ayde thuộc thẩm quyền của Đế quốc Ottoman cho đến Chiến tranh thế giới thứ nhất.
Năm 1918, cháu nội của Ibn Ayed là Thân vương Asir Yahya bin Hasun Al Ayde khôi phục quyền lực của gia tộc, chinh phục Abha với quyền độc lập hoàn toàn.
Năm 1920, khu vực Asir tham gia cùng Ibn Saud trong quá trình thống nhất Ả Rập Xê Út.
Abha có nhiều địa điểm lịch sử như các thành luỹ, nhờ di sản văn hoá của khu vực.

## Giao thông
Một tuyến đường bộ ven biển nối giữa Jeddah và Abha được hoàn thành vào năm 1979. Một trạm xe buýt SAPTCO nối Abha với các địa điểm khác tại Ả Rập Xê Út.
Sân bay khu vực Abha là sân bay chính của Abha. Sân bay này có các chuyến bay quốc tế đến Yemen (Sana'a), Ai Cập (Cairo), Qatar (Doha) và Các Tiểu vương quốc Ả Rập Thống nhất (Dubai, Sharjah), cùng các chuyến bay đến các địa điểm quốc nội.
Việc xây dựng Sân bay Abha bắt đầu vào giữa năm 1975, các chuyến bay bắt đầu vào năm 1977. Trước khi sân bay được xây dựng, các chuyến bay nội địa sử dụng sân bay quân sự gần Khamis Mushait.

## Cảnh quan
Thành phố Abha gồm có bốn khu, khu lớn nhất có một pháo đài. Các pháo đài trên đỉnh đồi là một điểm đặc trưng của thành phố. Cung điện Shadda được xây dựng vào năm 1927, nay là một bảo tàng trưng bày các đồ thủ công địa phương và đồ vật gia đình. Các công trình nổi tiếng khác tại Abha gồm có Thánh đường lớn Abha, nhà hàng Al-Tahy, Khách sạn Abha Palace, và công viên giải trí gần hồ Sadd. Khách sạn New Abha được xây dựng bên hồ, cách thị trấn 1,5 km về phía tây nam. Trụ sở chính và xưởng in chính của Al Watan đặt tại Abha, đây là một nhật báo lớn tại Ả Rập Xê Út.

## Văn hoá
Chính phủ Ả Rập Xê Út thúc đẩy Abha trở thành một địa điểm du lịch lớn. Thành phố tổ chức các sự kiện nhằm thu hút du khách đến thành phố và vùng lân cận, như lễ hội Abha mùa hè, các sự kiện thể thao, trình diễn, triển lãm và trình diễn ca nhạc. Nghệ sĩ Talal Maddah mất trên sân khấu trong một chương trình tại Abha.

## Giáo dục
Đại học Quốc vương Khalid là một trường đại học công lập tại Abha. Đại học này được thành lập vào năm 1999 khi hợp nhất Đại học Nghiên cứu Hồi giáo Imam Muhamm ed bin Saud và Đại học Quốc vương Saud Phương nam.

## Địa lý

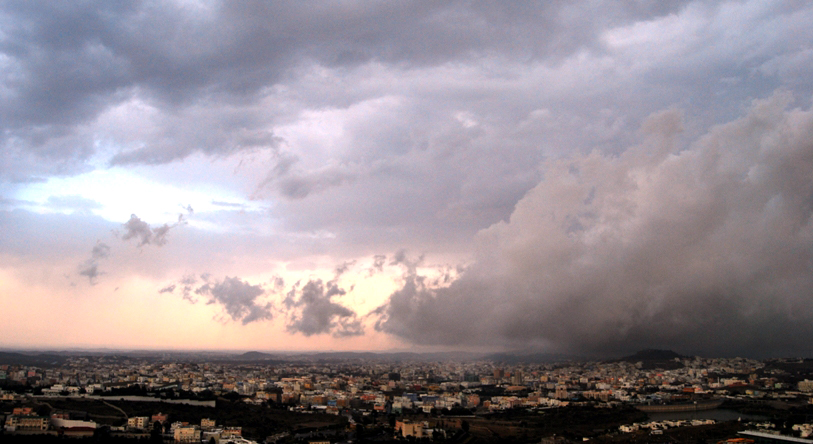
Quang cảnh Abha

Abha nằm tại vùng Asir tại miền nam đất nước, trên độ cao 2.270 m so với mực nước biển. Abha nằm ở rìa tây của núi al-Hijaz, gần Jabal Sawda, một số người cho rằng đây là đỉnh cao nhất Ả Rập Xê Út.
Khí hậu Abha có đặc điểm là lạnh và bán khô hạn (Köppen: BSk) và chịu ảnh hưởng từ độ cao lớn của thành phố.[inaccessible source] Thời tiết tại thành phố thường ôn hoà quanh năm, trở nên mát mẻ hơn đáng kể vào mùa "mặt trời thấp". Abha hiếm khi có nhiệt độ trên 35 °C trong năm. Thành phố trung bình có lượng mưa 278 mm mỗi năm, phần lớn là từ tháng 2 đến tháng 4, mùa mưa nhỏ hơn là vào tháng 7-8.
Nhiệt độ kỷ lục là 40 °C vào ngày 25 tháng 8 năm 1983, còn nhiệt độ thấp kỷ lục là -2 °C vào ngày 29 tháng 12 năm 1983.
| Dữ liệu khí hậu của Abha, Ả Rập Xê Út (1985–2010) | Dữ liệu khí hậu của Abha, Ả Rập Xê Út (1985–2010) | Dữ liệu khí hậu của Abha, Ả Rập Xê Út (1985–2010) | Dữ liệu khí hậu của Abha, Ả Rập Xê Út (1985–2010) | Dữ liệu khí hậu của Abha, Ả Rập Xê Út (1985–2010) | Dữ liệu khí hậu của Abha, Ả Rập Xê Út (1985–2010) | Dữ liệu khí hậu của Abha, Ả Rập Xê Út (1985–2010) | Dữ liệu khí hậu của Abha, Ả Rập Xê Út (1985–2010) | Dữ liệu khí hậu của Abha, Ả Rập Xê Út (1985–2010) | Dữ liệu khí hậu của Abha, Ả Rập Xê Út (1985–2010) | Dữ liệu khí hậu của Abha, Ả Rập Xê Út (1985–2010) | Dữ liệu khí hậu của Abha, Ả Rập Xê Út (1985–2010) | Dữ liệu khí hậu của Abha, Ả Rập Xê Út (1985–2010) | Dữ liệu khí hậu của Abha, Ả Rập Xê Út (1985–2010) |
| Tháng                                             | 1                                                 | 2                                                 | 3                                                 | 4                                                 | 5                                                 | 6                                                 | 7                                                 | 8                                                 | 9                                                 | 10                                                | 11                                                | 12                                                | Năm                                               |
| ------------------------------------------------- | ------------------------------------------------- | ------------------------------------------------- | ------------------------------------------------- | ------------------------------------------------- | ------------------------------------------------- | ------------------------------------------------- | ------------------------------------------------- | ------------------------------------------------- | ------------------------------------------------- | ------------------------------------------------- | ------------------------------------------------- | ------------------------------------------------- | ------------------------------------------------- |
| Cao kỉ lục °C (°F)                                | 27.2 (81.0)                                       | 27.4 (81.3)                                       | 28.5 (83.3)                                       | 31.2 (88.2)                                       | 33.3 (91.9)                                       | 34.8 (94.6)                                       | 34.0 (93.2)                                       | 34.0 (93.2)                                       | 33.7 (92.7)                                       | 30.0 (86.0)                                       | 27.3 (81.1)                                       | 25.6 (78.1)                                       | 34.8 (94.6)                                       |
| Trung bình ngày tối đa °C (°F)                    | 19.6 (67.3)                                       | 21.1 (70.0)                                       | 23.0 (73.4)                                       | 25.2 (77.4)                                       | 28.6 (83.5)                                       | 30.9 (87.6)                                       | 30.5 (86.9)                                       | 30.5 (86.9)                                       | 29.5 (85.1)                                       | 26.0 (78.8)                                       | 23.0 (73.4)                                       | 20.7 (69.3)                                       | 25.7 (78.3)                                       |
| Trung bình ngày °C (°F)                           | 13.3 (55.9)                                       | 14.9 (58.8)                                       | 16.8 (62.2)                                       | 18.6 (65.5)                                       | 21.3 (70.3)                                       | 23.5 (74.3)                                       | 23.2 (73.8)                                       | 22.8 (73.0)                                       | 22.2 (72.0)                                       | 18.7 (65.7)                                       | 15.8 (60.4)                                       | 13.9 (57.0)                                       | 18.8 (65.8)                                       |
| Tối thiểu trung bình ngày °C (°F)                 | 7.7 (45.9)                                        | 9.4 (48.9)                                        | 11.1 (52.0)                                       | 12.7 (54.9)                                       | 14.8 (58.6)                                       | 16.5 (61.7)                                       | 17.1 (62.8)                                       | 16.7 (62.1)                                       | 14.9 (58.8)                                       | 11.6 (52.9)                                       | 8.9 (48.0)                                        | 7.3 (45.1)                                        | 12.4 (54.3)                                       |
| Thấp kỉ lục °C (°F)                               | 0.0 (32.0)                                        | 1.2 (34.2)                                        | 3.0 (37.4)                                        | 6.5 (43.7)                                        | 10.0 (50.0)                                       | 11.6 (52.9)                                       | 9.3 (48.7)                                        | 10.4 (50.7)                                       | 10.2 (50.4)                                       | 6.2 (43.2)                                        | 2.4 (36.3)                                        | 1.0 (33.8)                                        | 0.0 (32.0)                                        |
| Lượng Giáng thủy trung bình mm (inches)           | 17.8 (0.70)                                       | 14.2 (0.56)                                       | 47.2 (1.86)                                       | 47.9 (1.89)                                       | 24.4 (0.96)                                       | 7.5 (0.30)                                        | 16.6 (0.65)                                       | 24.4 (0.96)                                       | 4.7 (0.19)                                        | 3.0 (0.12)                                        | 5.1 (0.20)                                        | 4.8 (0.19)                                        | 217.6 (8.57)                                      |
| Số ngày giáng thủy trung bình                     | 3.7                                               | 4.1                                               | 6.5                                               | 10.2                                              | 7.8                                               | 3.9                                               | 7.3                                               | 10.5                                              | 2.2                                               | 1.8                                               | 2.0                                               | 2.5                                               | 62.5                                              |
| Độ ẩm tương đối trung bình (%)                    | 70                                                | 67                                                | 62                                                | 60                                                | 50                                                | 39                                                | 45                                                | 51                                                | 38                                                | 42                                                | 60                                                | 66                                                | 54                                                |
| Số giờ nắng trung bình tháng                      | 266.6                                             | 265.6                                             | 294.5                                             | 282.0                                             | 288.3                                             | 276.0                                             | 232.5                                             | 238.7                                             | 273.0                                             | 291.4                                             | 273.0                                             | 266.6                                             | 3.248,2                                           |
| Số giờ nắng trung bình ngày                       | 8.6                                               | 9.4                                               | 9.5                                               | 9.4                                               | 9.3                                               | 9.2                                               | 7.5                                               | 7.7                                               | 9.1                                               | 9.4                                               | 9.1                                               | 8.6                                               | 8.9                                               |
| Nguồn 1: Trung tâm Khí hậu Khu vực Jeddah         |                                                   |                                                   |                                                   |                                                   |                                                   |                                                   |                                                   |                                                   |                                                   |                                                   |                                                   |                                                   |                                                   |
| Nguồn 2: Cục Khí tượng Đức (giờ nắng, 2001–2008)  |                                                   |                                                   |                                                   |                                                   |                                                   |                                                   |                                                   |                                                   |                                                   |                                                   |                                                   |                                                   |                                                   |